# Christina Applegate
Christina Applegate (* 25. listopadu 1971 Hollywood, Kalifornie) je americká herečka, známá především díky roli Kelly Bundové ze sitcomu Ženatý se závazky natočenému společností Fox a držitelka ceny Emmy.
Poté si začala utvářet kariéru v mnoha filmech, jako například v Farce of the Penguins (video film), Máš padáka!, Zprávař: Příběh Rona Burgundyho, Návštěvníci: Cesta do Ameriky či v Prostě sexy (kde hrála spolu s Cameron Diaz). Applegatová také hrála v několika divadelních produkcích, například v Broadwayském revivalovém muzikálu Sweet Charity.

## Dětství a mládí
Narodila se v Hollywoodu, v Kalifornii. Její otec, Robert W. Applegate, byl výkonným producentem nahrávací společnosti a její matka, Nancy Lee Priddy zpěvačka a herečka. Manželé se ovšem rozešli krátce po jejím narození. Přestože Christina vyrůstala pouze s matkou, měla zároveň dobrý vztah nejen se svým otcem, ale i se svými nevlastními sourozenci Alissou a Kylem z otcova dalšího manželství.

## Herecká kariéra
Ve filmových a seriálových rolích hrála již od raného dětství (v seriálu Tak jde čas se objevila ve věku tří měsíců). Poté účinkovala v řadě reklam. Společně se svou matkou se objevila v roce 1979 ve filmu Král Kobra. V roce 1981 následovala účast v Beatlomanii.
V televizi debutovala v roce 1983 ve filmu Grace Kelly v roli mladé Grace. Její kariéra poté pokračovala rolemi v komediích Washigtoon (1985), Father Murphy, Charles in charge, dramatické sérii Heart of the City (1986 – 87). Systematicky začala svou kariéru budovat od svých 17 let, kdy odešla ze školy a začala navštěvovat konkurzy. Díky nim se v roce 1986 objevila v epizodních rolích seriálů jako Neuvěřitelné příběhy, Silver Spoons, Still the Beaver či All Is Forgiven. V roce 1987 ještě natočila epizodní roli v seriálu Family Ties než získala svou nejznámější roli.

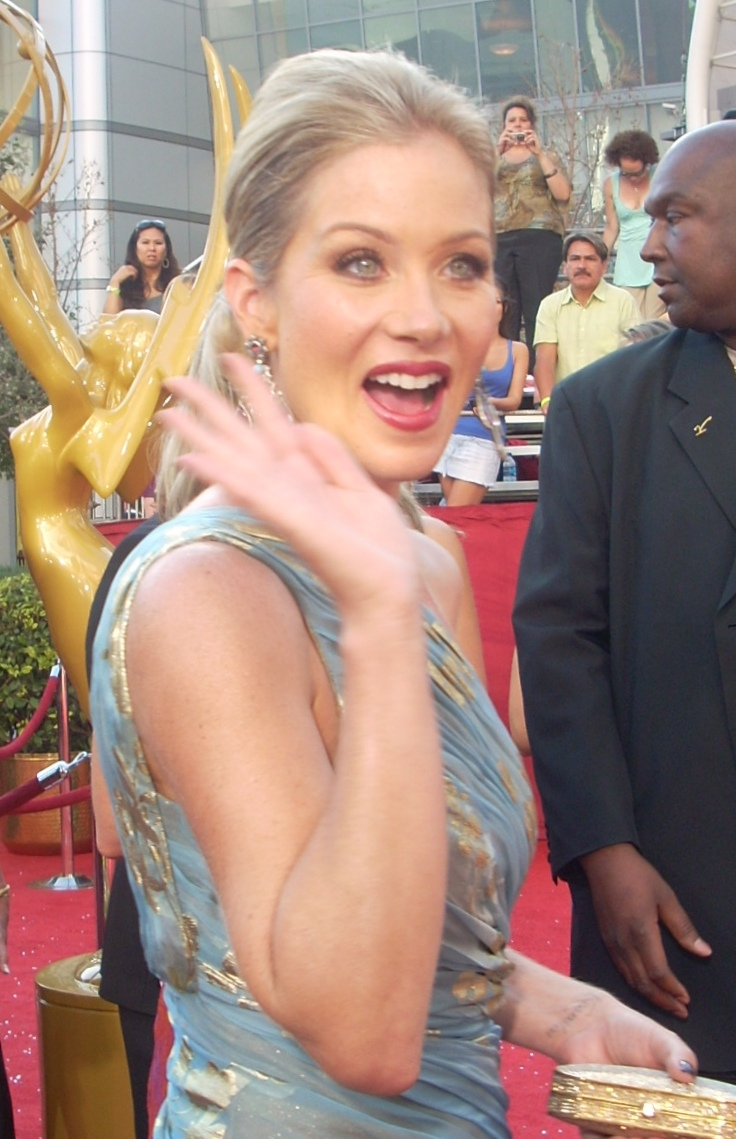
2008

Tou nejznámější rolí byla krásná, ale poněkud prostoduchá a promiskuitní blondýnka Kelly Bundová v seriálu Ženatý se závazky. Seriál se začal natáčet v roce 1987 a ukončen byl v květnu 1997. Za deset let své existence se stal celosvětově známým. Christina se v tomto období objevila i v dalších rolích; v seriálech Jump Street 21 (1988), More You Know (1989), ve dvou epizodách spinoff k Ženatý se závazky Top of the Heap (1991) či v MADtv (1995). Z filmových rolí to byly Dance 'til Dawn (1988) či Ulice (1990).
Rok 1991 jí přinesl další roli a s ní i další průlom v její kariéře; ve filmu Neříkejte mamince, že vychovatelka zemřela se poprvé objevila v hlavní roli. Následovaly role ve filmech Divoký Bill a Across the Moon (oba 1995), Vibrations a Mars útočí! (oba 1996). V roce 1997 ještě hrála ve filmu Zkurvená nuda než došlo v květnu k zastavení Ženatého se závazky.
V roce 1998 zahrála roli Claudine Van Doozen ve filmu Nástrahy lásky natočeném v nezávislé produkci. Další role ztvárnila v akční komedii The Big Hit a v mafiánské satiře Mafiósso (1998). V roce 1998 zároveň začala natáčet nový seriál Jesse, ve kterém se objevu v titulní roli Jesse Warnerové. Seriál získal kladné recenze a Christina za něj obdržela People´s Choice Award a TV Guide Award a nominaci na Zlatý glóbus. Přesto byl v roce 2000 seriál Jesse zastaven. Christina se poté více soustředila na filmové role; hrála jednu z hlavních rolí ve filmu Žabí princ v New Yorku a v Návštěvníci: Cesta do Ameriky (2001), což je pokračování série francouzských komedií o Návštěvnících. V něm si zahrála dvojroli šlechtičny z 12. století Rosalindy a jejího potomka z 21. století Julie Malfete. V roce 2002 se objevila po boku Cameron Diazové ve filmu Prostě sexy. Dále se objevila ve filmech Heroes (2002), Grand Theft Parsons, Wonderland masakr a Letuška 1. třídy (2003). Navíc se v letech 2002 – 3 objevila ve dvou epizodách ve vedlejší roli Amy Greenové v úspěšném seriálu Přátelé. Za tuto roli získala cenu Emmy za nejlepší herecký výkon hostujícího herce. V roce 2004 se objevila ve filmech Přežít Vánoce a Zprávař: Příběh Rona Burgundyho v roli televizní moderátorky Veroniky Corningstoneové.
Kromě filmových rolí přijala i roli v divadelní produkci; v roce 2004 debutovala na Broadwayi v muzikálu Sweet Charity v roli Charity Hope Valentine. Za tuto roli byla v roce 2005 nominována na cenu Tony. Její vystupování v muzikálu bylo předčasně ukončeno zlomeninou nohy. Applegate sice doufala, že se do hry vrátí, ta ale byla koncem roku 2005 stažena z repertoáru.
Kromě jiného se podílela v roce 1995 na vzniku známé dívčí skupiny Pussycat Dolls a v roce 2006 se objevila v hudebním videu Jessiky Simpson A Public Affair.
V lednu 2009 se objevila v show Davida Faustina (svého seriálového bratra Buda z Ženatého se závazky) Starving.
Až do jeho ukončení 18. května 2009 vystupovala v hlavní roli seriálu Samantha Who?. V roce 2009 se objevila ve filmu Everything Is Going to Be Just Fine  v roli Elizabeth Montgomery, ženy, která zemřela na rakovinu tlustého střeva.
V roce 2010 namluvila postavu kočky Catherine z animovaného filmu Jako kočky a psi: Pomsta prohnané Kitty. Nadabovala i jednu z tria Čipetek z filmů Alvin a Chipmunkové 2, Alvin a Chipmunkové 3 a Alvin a Chipmunkové: Čiperná jízda. V letech 2011 až 2013 se objevila v sitkomu stanice NBC Up All Night. Seriál ale v druhé sezóně opustila.
V červenci 2013 se objevila ve čtvrté sezóně americké verze seriálu Kdo myslíte, že jste?. Ve svém díle se soustředila na hledání informací o své babičce z otcovy strany. V roce 2013 si zahrála postavu Veroniky Corninstone v úspěšném pokračování filmu Zprávař 2 – Legenda pokračuje. V roce 2014 propůjčila hlas postavě Mary Beth v animovaném hudebním filmu Kniha života. V roce 2015 si zahrála  v pátém pokračování road-tripové komedie Bláznivá dovolená. Ztvárnila roli Debbie, která se svým manželem a dvěma syny podnikají výlet do Walley World. Přes špatné hodnocení byl film finančně úspěšný. V roce 2016 se objevila, vedle Mily Kunis v jedné z rolí ve filmu Matky na tahu. Přes rozporuplné kritiky byl i tento film finančně úspěšný a v roce 2017 se dočkal pokračování Matky na tahu o Vánocích, kde si svou roli zopakovala.
V letech 2019 až 2022 se objevila ve třech řadách seriálu společnosti Netflix Smrt nás spojí, kde se objevila v roli jedné z truchlících vdov po boku Lindy Cardellini. Z svou roli získala, kromě dalších ocenění i nominaci na Cenu Emmy. Třetí řada byla odvysílána se zpožděním, neboť během natáčení byla Christině diagnostikována roztroušená skleróza. 
Dne 14. listopadu 2022 získala svou hvězdu na hollywoodském chodníku slávy. V roce 2023 Christina naznačila, že kvůli své diagnóze již pravděpodobně nebude hrát před kamerou, ale bude otevřená prací s dabingem a zvažuje také práci v zákulisí seriálů a filmů.

## Soukromý život
V říjnu 2001 se provdala za svého přítele Johnathona Schaecha, se kterým dlouhá léta chodila. Stalo se tak na slavnosti v Palm Springs uspořádané jejich rodinami a blízkými přáteli. V roce 2005 Schaech podal žádost o rozvod z důvodu nesmiřitelných rozdílů mezi ním a Applegatovou. Jejich žádosti o rozvod byly přijaty 10. srpna 2007 u losangeleského soudu.

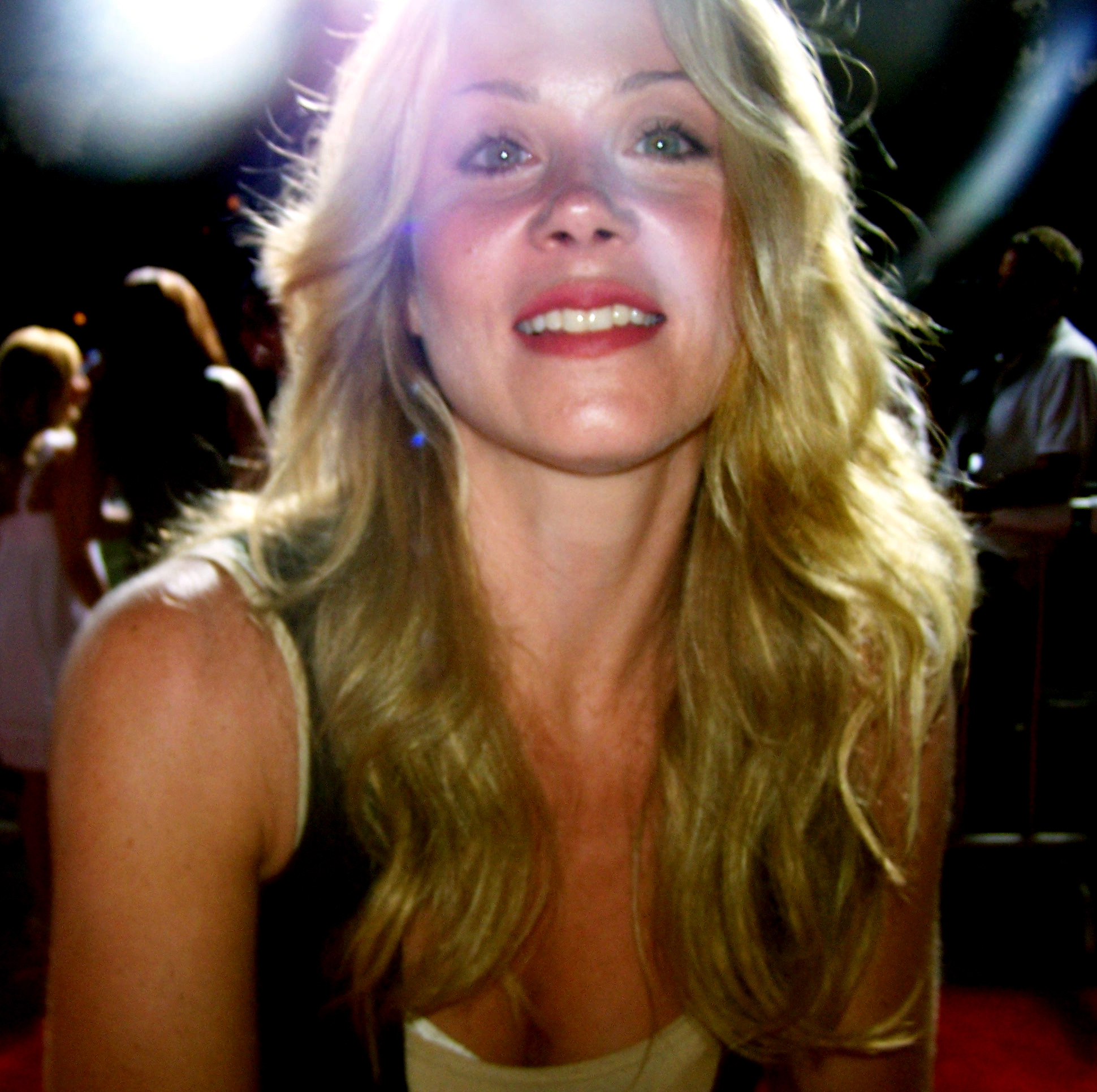
2004

K blízkým přátelům Applegate mimo jiné patří i Lance Bass (zpěvák ze známém americké chlapecké popové skupině 'N Sync) či Jennifer Aniston známá ze seriálu Přátelé. 1. července 2008 byl jeden z jejich blízkých kamarádů a zároveň ex-přítel Lee Grivas nalezen mrtvý. Příčinou smrti bylo předávkování drogami.
Od roku 2008 žije s hudebníkem Martynem LeNoblem, s nímž se v únoru 2010 na sv. Valentýna tajně zasnoubila a v červenci téhož roku i otěhotněla. Dcera Sadie Grace se narodila 27. ledna 2011. V roce 2013 se za M. LeNobla provdala.
V soukromí je Christina vegetariánkou a bojovnicí za práva zvířat. V roce 2007 se objevila v kampani organizace PETA.
10. srpna 2021 zveřejnila na svém twitterovém účtu zprávu, podle které jí byla diagnostikována roztroušená skleróza. To bylo důvodem pro zpoždění natáčení třetí řady seriálu Smrt nás spojí. Podařilo se to díky upravenému natáčecímu plánu a pomoci ze strany kolegů.

### Rakovina prsu

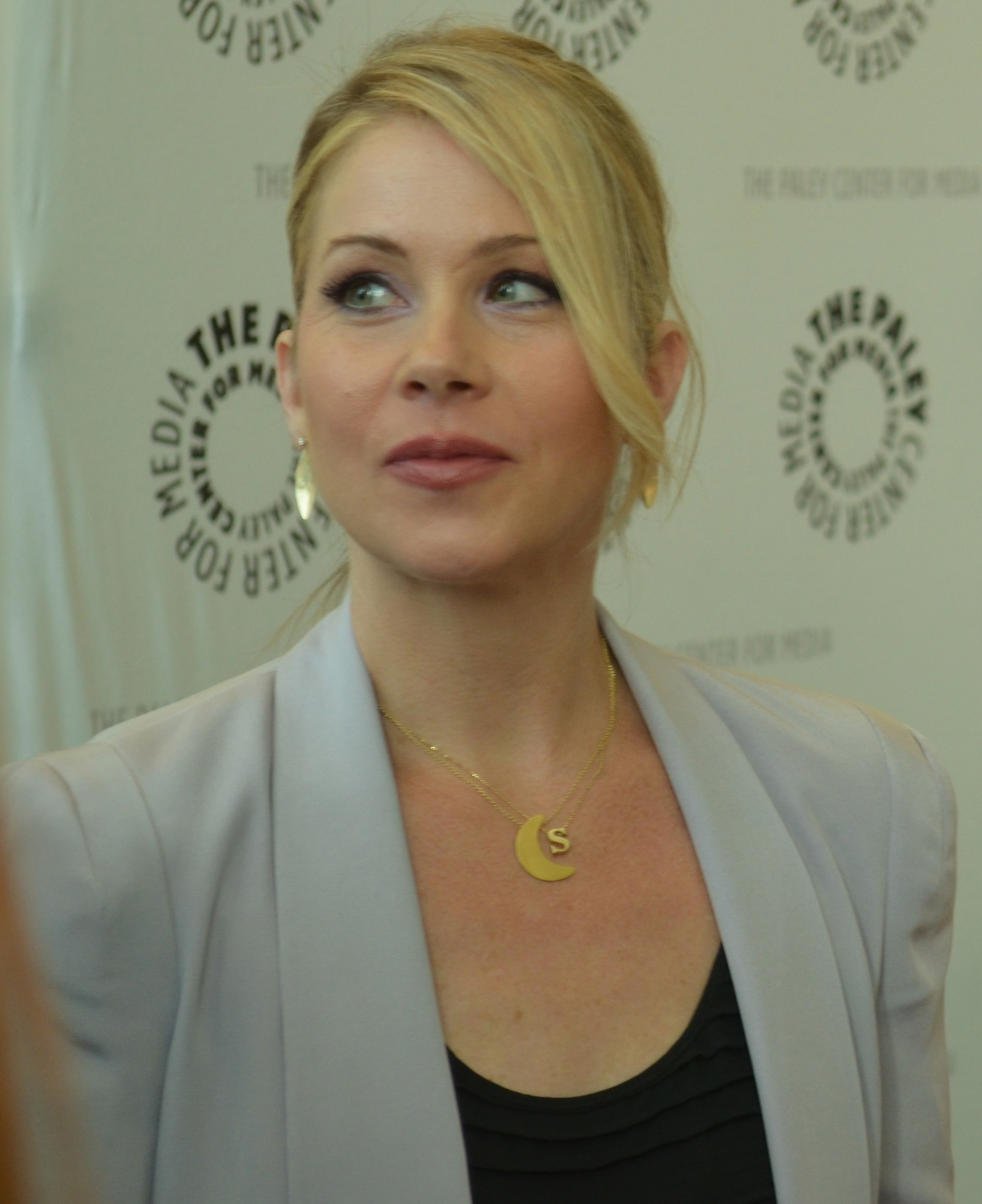
Christina Applegate v roce 2012

Další její aktivitou je podíl na kampaních za prevenci rakoviny prsu. To se jí osobně dotklo v srpnu 2008, kdy jí byla diagnostikována rakovina prsu. V tiskovém prohlášení tehdy napsala, že díky včasnému odhalení není rakovina život ohrožující. Christina následně prodělala dvojitou mastektomii, i přesto, že rakovina byla diagnostikována pouze v jednom z prsů. Důvodem bylo u ní odhalení dědičné mutace genu BRCA1, genu významně se podílejícím na vzniku rakoviny prsu (rakovinu prsu prodělala i její matka). Po mastektomii se rozhodla pro znovuobnovení prsů pomocí rekonstrukční chirurgie. Před operací si nechala pořídit fotodokumentaci obou svých prsů, aby …na ně měla památku.
 Nová prsa si Applegate chce nechat vytvořit pomocí silikonových implantátů. I díky svému optimistickému přístupu k boji s rakovinou byla časopisem People vyhlášena v květnu 2009 jedničkou v žebříčku nejkrásnějších lidí světa. Podle vlastního prohlášení z roku 2017 si z obavy z rakoviny nechala odstranit vaječníky i vejcovody.

### Charitativní práce
V roce 1992 vystoupila v charitativní akci hollywoodských hvězd ve prospěch dětí. Při akci vystupovala v roli asistentky kouzelníka. V roce 2003 působila ve funkci mluvčí akce Lee National Denim Day kladoucí si za cíl získávání finančních prostředků na prevenci a výzkum rakoviny prsu.
V souvislosti s vlastní zkušeností s rakovinou prsu se objevila v televizním speciálu Stand Up to Cancer jehož cílem bylo získat finanční prostředky na výzkum rakoviny prsu. Hodinový pořad byl vysílán společně na televizních stanicích CBS, NBC a ABC 5. září 2008.
V roce 2009 oznámila, že se chce znovu objevit v roli vyslankyně Lee National Denim Day. Zároveň založila Right Action for Women, nadaci, která se hodlá věnovat prosazování plošného vyšetření na karcinom prsu u žen pomocí magnetické rezonance. Právě tato metoda vyšetření zachránila Applegateové život, když rakovinou prsu onemocněla. V únoru 2015 získala za svou činnost v Right Action for Women oceněna cenou Saint Vintage Love Cures Award udělovanou časopisem Vanity a organizací unite4:humanity.

## Filmografie

### Film
| Rok  | Název                                      | Role                             | Poznámky |
| ---- | ------------------------------------------ | -------------------------------- | -------- |
| 1981 | Beatlemania                                | fanoušek                         |          |
| 1981 | Král Kobra                                 | Kim Perry                        |          |
| 1983 | Grace Kelly                                | mladá Grace Kelly                |          |
| 1985 | Washingtoon                                | Dcera                            |          |
| 1986 | Heart of the City                          | Robin Kennedy                    |          |
| 1988 | Dance 'til Dawn                            | Patrice Johnson                  |          |
| 1990 | Ulice                                      | Dawn                             |          |
| 1991 | Neříkejte mamince, že vychovatelka zemřela | Sue Ellen Crandell               |          |
| 1995 | Divoký Bill                                | Lurline Newcomb                  |          |
| 1995 | Across the Moon                            | Kathy                            |          |
| 1996 | Vibrations                                 | Anamika                          |          |
| 1996 | Mars útočí!                                | Sharona                          |          |
| 1997 | Zkurvená nuda                              | Dingbat                          |          |
| 1998 | Mafiósso                                   | Diane Steen                      |          |
| 1998 | The Big Hit                                | Pam Shulman                      |          |
| 1998 | Nástrahy lásky                             | Claudine Van Doozen              |          |
| 1999 | Out in Fifty                               | Lilah                            |          |
| 2000 | The Giving Tree                            | Emily                            |          |
| 2001 | Sol Goode                                  | Happy Fan                        |          |
| 2001 | Žabí princ v New Yorku                     | Kate                             |          |
| 2001 | Návštěvníci: Cesta do Ameriky              | princezna Rosalind/Julia Malfete |          |
| 2002 | Prostě sexy                                | Courtney Rockcliffe              |          |
| 2002 | Heroes                                     | Manželka                         |          |
| 2003 | Grand Theft Parsons                        | Barbara                          |          |
| 2003 | Wonderland masakr                          | Susan Launius                    |          |
| 2003 | Letuška 1. třídy                           | Christine Montgomery             |          |
| 2004 | Přežít Vánoce                              | Alicia Valco                     |          |
| 2004 | Zprávař:Příběh Rona Burgundyho             | Veronica Corningstone            |          |
| 2004 | Máš padáka!                                | Sara Goodwin                     |          |
| 2005 | Tilt-A-Whirl                               | Zákaznice č. 1                   |          |
| 2005 | Deník                                      | Dr. Suzanne Bedford              |          |
| 2007 | Farce of the Penguins                      | Melissa (hlas)                   |          |
| 2008 | The Rocker                                 | Kim Powell                       |          |
| 2009 | Everything Is Going to Be Just Fine        | Elizabeth Montgomery             |          |
| 2009 | Alvin a Chipmunkové 2                      | Brittany (hlas)                  |          |
| 2010 | Dál než se zdálo                           | Corrine                          |          |
| 2010 | Jako kočky a psi: Pomsta prohnané Kitty    | Catherine (hlas)                 |          |
| 2011 | Týden bez závazků                          | Maggie                           |          |
| 2011 | Alvin a Chipmunkové 3                      | Brittany (hlas)                  |          |
| 2013 | Zprávař 2 – Legenda pokračuje              | Veronica Corningstone-Burgundy   |          |
| 2014 | Kniha života                               | Mary Beth (hlas)                 |          |
| 2015 | Bláznivá dovolená                          | Debbie Griswold                  |          |
| 2015 | Alvin a Chipmunkové: Čiperná jízda         | Brittany Miller (hlas)           |          |
| 2016 | Matky na tahu                              | Gwendolyn James                  |          |
| 2016 | Mládí v Oregonu                            | Kate Gleason                     |          |
| 2017 | Crash Pad                                  | Morgan                           |          |
| 2017 | Matka na tahu o Vánocích                   | Gwendolyn James                  |          |

### Televize
| Rok       | Název                  | Role                | Poznámky                                                    |
| --------- | ---------------------- | ------------------- | ----------------------------------------------------------- |
| 1972      | Tak jde čas            | Dítě                | Ve 3. měsících                                              |
| 1981      | Father Murphy          | Ada                 | díl: „A Horse from Heaven“                                  |
| 1983      | Grace Kelly            | Mladá Grace Kelly   | TV film                                                     |
| 1984–1985 | Charles in Charge      | Stacy               | 2 díly                                                      |
| 1986      | Neuvěřitelné příběhy   | Holly               | díl: „Vstupte ke mně do snu“                                |
| 1986      | Silver Spoons          | Jeannie Bolens      | díl: „A Family Affair“                                      |
| 1986      | Still the Beaver       | Mandy/Wendy         | 2 díly                                                      |
| 1986      | Heart of the City      | Robin Kennedy       | 13 dílů                                                     |
| 1986      | All Is Forgiven        | Simone              | díl: „Mother's Day“                                         |
| 1987      | Family Ties            | Kitten              | díl: „Band On The Run“                                      |
| 1987–1997 | Ženatý se závazky      | Kelly Bundy         | hlavní role, 258 dílů                                       |
| 1988      | Jump Street 21         | Tina                | díl: „I'm OK - You Need Work“                               |
| 1988      | Dance 'till Dawn       | Patrice Johnson     | Televizní film                                              |
| 1990      | The Earth Day Special  | Kelly Bundy         | Televizní speciál                                           |
| 1991      | Top of the Heap        | Kelly Bundy         | 2 díly                                                      |
| 1998–2000 | Jesse                  | Jesse Warner        | hlavní role, také producentka, 42 dílů                      |
| 2001      | Žabí princ v New Yorku | Kate                | TV film                                                     |
| 2002–2003 | Přátelé                | Amy Green           | díly: „Rachel a její druhá sestra“ a „Jak Amy hlídala Emmu“ |
| 2004      | Tatík Hill a spol.     | právnička (hlas)    | díl: „My Hair Lady“                                         |
| 2004      | Father of the Pride    | Candy (hlas)        | díl: „One Man's Meat Is Another Man's Girlfriend“           |
| 2005      | Deník                  | Dr. Suzanne Bedford | TV film                                                     |
| 2007–2009 | Samantha Who?          | Samantha            | hlavní role, také producentka, 35 dílů                      |
| 2008      | Reno 911!              | Seemji              | díl: „Did Garcia Steal Dangle's Husband“                    |
| 2009      | Star-ving              | Sama sebe           | díl: „Married with Children“                                |
| 2011–2012 | Up All Night           | Reagan Brinkley     | hlavní role, také producentka, 35 dílů                      |
| 2011–2014 | Umíte tančit           | Samu sebe / porotce | 8 dílů                                                      |
| 2012      | Saturday Night Live    | Sama sebe           | díl: „Christina Applegate/PassionPit“                       |
| 2015      | Terapie online         | Jenny Bologna       | 2 díly                                                      |
| 2015      | The Muppets            | Sama sebe           | díl: „Bear Left Then Bear Write“                            |
| 2015      | The Grinder            | Gail Budnick        | díl: „ A Bittersweet Grind (Une Mouture Amer)“              |
| 2018      | Ask the Storybots      | Pekařka             | díl: „ Why Can't I Eat Dessert All the Time“                |
| 2019–2022 | Smrt nás spojí         | Jen Harding         | hlavní role, také výkonná producentka                       |

## Ocenění

### Ceny
- 2003 Cena Emmy za nejlepší vedlejší roli v komediálním seriálu Přátelé
- 2008 People's Choice Awards jako nejoblíbenější televizní herečka

### Nominace
- 1999 Zlatý glóbus za nejlepší herecký výkon v televizním komediálním či hudebním seriálu za Jesse[15]
- 2004 Cena Emmy za nejlepší vedlejší roli v komediálním seriálu Přátelé
- 2005 Cena Tony za nejlepší herecký výkon v muzikálu Sweet Charity[16]
- 2008 Zlatý glóbus za nejlepší herecký výkon v televizním komediálním či hudebním seriálu za Samantha Who?[17]
- 2008 Cena Emmy za roli v seriálu Samantha Who?
- 2008 Cena Sdružení filmových a televizních herců za roli v seriálu Samantha Who?
- 2008 Television Critics Association Awards za roli v seriálu Samantha Who?
- 2009 Zlatý glóbus za nejlepší herecký výkon v televizním komediálním či hudebním seriálu za Samantha Who?[17]